# Henry Woodward (attore 1882)
Henry Woodward (Charleston, 11 dicembre 1882 – Los Angeles, 26 agosto 1953) è stato un attore statunitense.

## Filmografia
- The Winning of Sally Temple, regia di George Melford (1917)
- The Marcellini Millions, regia di Donald Crisp (1917)
- On the Level, regia di George Melford (1917)
- Nan of Music Mountain, regia di George Melford (1917)
- The Hidden Pearls, regia di George Melford (1918)
- Believe Me, Xantippe, regia di Donald Crisp (1918)
- L'artiglio (The Claw), regia di Robert G. Vignola (1918)
- The Firefly of France, regia di Donald Crisp (1918)
- Lawless Love, regia di Robert Thornby (1918)
- The Road Through the Dark, regia di Edmund Mortimer (1918)
- The Mystery Girl, regia di William C. de Mille (1918)
- Hearts Asleep, regia di Howard Hickman (1919)
- You're Fired, regia di James Cruze (1919)
- The Love Burglar, regia di James Cruze (1919)
- Forbidden, regia di Phillips Smalley, Lois Weber (1919)
- Are You Legally Married?, regia di Robert Thornby (1919)
- Maschio e femmina (Male and Female), regia di Cecil B. DeMille (1919)
- Her Five-Foot Highness, regia di Harry L. Franklin (1920)
- Deep Waters, regia di Maurice Tourneur (1920)
- The Last of the Mohicans, regia di Clarence Brown e Maurice Tourneur (1920)
- Seeing It Through, regia di Claude Mitchell (1920)